# Kiremitli, Karataş
Kiremitli là một xã thuộc huyện Karataş, tỉnh Adana, Thổ Nhĩ Kỳ. Dân số thời điểm năm 2009 là 146 người.